# Institut du Genre
 (mai 2024).
La mise en forme du texte ne suit pas les recommandations de Wikipédia : il faut le « wikifier ».
Les points d'amélioration suivants sont les cas les plus fréquents. Le détail des points à revoir est peut-être précisé sur la page de discussion.
- Les titres sont pré-formatés par le logiciel. Ils ne sont ni en capitales, ni en gras.
- Le texte ne doit pas être écrit en capitales (les noms de famille non plus), ni en gras, ni en italique, ni en « petit »…
- Le gras n'est utilisé que pour surligner le titre de l'article dans l'introduction, une seule fois.
- L'italique est rarement utilisé : mots en langue étrangère, titres d'œuvres, noms de bateaux, etc.
- Les citations ne sont pas en italique mais en corps de texte normal. Elles sont entourées par des guillemets français : « et ».
- Les listes à puces sont à éviter, des paragraphes rédigés étant largement préférés. Les tableaux sont à réserver à la présentation de données structurées (résultats, etc.).
- Les appels de note de bas de page (petits chiffres en exposant, introduits par l'outil «  Source ») sont à placer entre la fin de phrase et le point final[comme ça].
- Les liens internes (vers d'autres articles de Wikipédia) sont à choisir avec parcimonie. Créez des liens vers des articles approfondissant le sujet. Les termes génériques sans rapport avec le sujet sont à éviter, ainsi que les répétitions de liens vers un même terme.
- Les liens externes sont à placer uniquement dans une section « Liens externes », à la fin de l'article. Ces liens sont à choisir avec parcimonie suivant les règles définies. Si un lien sert de source à l'article, son insertion dans le texte est à faire par les notes de bas de page.
- La présentation des références doit suivre les conventions bibliographiques. Il est recommandé d'utiliser les modèles {{Ouvrage}}, {{Chapitre}}, {{Article}}, {{Lien web}} et/ou {{Bibliographie}}. Le mode d'édition visuel peut mettre en forme automatiquement les références.
- Insérer une infobox (cadre d'informations à droite) n'est pas obligatoire pour parachever la mise en page.

Pour une aide détaillée, merci de consulter Aide:Wikification.
Si vous pensez que ces points ont été résolus, vous pouvez retirer ce bandeau et améliorer la mise en forme d'un autre article.
L’Institut du Genre (IdG) est un réseau d'enseignement supérieur, de recherche et de coopération internationale qui fédère les études françaises sur le genre et les sexualités. Il contribue à la reconnaissance scientifique et à l’extension géographique de ces recherches en France.

## Histoire
L’Institut du Genre a été créé en 2012, à l’initiative de l'Institut des Sciences humaines et sociales (InSHS) du Centre national de la Recherche scientifique (CNRS), sous la forme d’un Groupement d’intérêt scientifique (GIS), dans le but de coordonner, soutenir et diffuser les recherches menées en français dans le domaine des études de genre,,.
Sa gestion administrative est assurée par la Maison des Sciences de l’Homme Paris Nord. Depuis septembre 2019, il est hébergé au Campus Condorcet à Aubervilliers.
Il a été dirigé successivement par Anne-Emmanuelle Berger (2012-2015), Sylvie Cromer (2016-2019) et Estelle Ferrarese (2020-2023).

## Activités
Les études de genre ne sont pas une discipline mais un champ de recherche. La question des constructions genrées et des rapports de sexe concerne toutes les pratiques, sociales et symboliques, et traverse tous les champs de pensée et de savoir. L’Institut du Genre définit néanmoins des axes prioritaires de recherche, renouvelés tous les quatre ans.
L’Institut du Genre a pour mission d'apporter une aide financière à des projets scientifiques interdisciplinaires. Ce soutien financier et matériel prend la forme d’appels à projet, d’aides à la traduction et à la publication, mais aussi de dispositifs tels que le financement d’une Chaire sur le genre et la mise en place de résidences scientifiques internationales. L’Institut du Genre soutient également la jeune recherche par l’attribution annuelle de prix de thèse et de master, le financement de missions “Mobilité de la jeune recherche” et l’accompagnement à l’organisation d’écoles d’été.
En 2014, il a organisé le premier Congrès sur les études de genre en France, en partenariat avec l’ENS de Lyon.
En 2019, son deuxième congrès, organisé avec l’Université d’Angers, a eu pour thème « Genre et émancipation »,.
En 2023, l'Institut du Genre organise le troisième congrès avec l'université Toulouse-Jean-Jaurès.

### Liste des lauréats du Prix de thèse
Afin de soutenir la jeune recherche et d’encourager la diffusion des connaissances dans le domaine du genre et des sexualités, l’Institut du Genre a créé en 2012 un Prix de thèse qui s’adresse aux « docteurs ayant soutenu une thèse portant centralement sur des questions de genre et de sexualité dans un établissement partenaire de l’Institut du Genre ».
2023 : Irène Gimenez et Florence Wenzek · 2022 : Kévin Bideaux et Laure Sizaire · 2021 : Elsa Boulet et Florys Castan-Vicente · 2020 : Rocío Munguía Aguilar et Michal Raz · 2019 : Anaïs Garcia et Mona Gérardin-Laverge · 2018 : Emmanuel Beaubatie et Emilie Blanc · 2017 : Camille Fauroux et Michelle Paiva · 2016 : Fanny Beure et Delphine Lacombe · 2015 : Nadia Ouabdelmoumen et Audrey Lasserre · 2014 : Aurélie Griffin-Lentsch, Isabel Boni-Le Goff et Faustine Perrin · 
2013 : Fanny Gallot et Gwenaëlle Mainsant

## Structure
L’Institut du Genre est doté d’instances de délibération et de décision :
- La direction scientifique collégiale, nommée par le CNRS, assume les tâches de direction stratégique et de gestion.
- Le conseil scientifique est un organe consultatif garant de la qualité scientifique des activités de l’Institut du Genre. Il évalue des projets, présente des recommandations sur les orientations scientifiques, engage lui-même certaines actions.
- Le comité directeur, représentant les directions des établissements partenaires, examine les rapports et programmes d’activités, délibère sur le budget, approuve l’adhésion de nouveaux membres.